# Frederick Lorz
Frederick Fred Lorz (Nueva York, Estados Unidos, 5 de junio de 1884-ibídem, 4 de febrero de 1914) fue un corredor estadounidense de larga distancia, conocido sobre todo por hacer trampa en la maratón de los Juegos Olímpicos de San Luis 1904.
En esta maratón, Lorz quedó exhausto después de nueve millas. Entonces, su entrenador lo llevó en su coche durante las siguientes once millas. Lorz luego continuó a pie hasta el estadio olímpico, donde fue recibido como el ganador de la carrera.
Sin embargo, Frederick pronto admitió haber hecho trampas, después de que un espectador denunciase que él no había acabado toda la carrera. Thomas Hicks se convirtió en el verdadero ganador, aunque también hizo una carrera inusual, caminando parte de la ruta y habiendo tomado sustancias que desde entonces han sido prohibidas; entre los 32 corredores que entraron, fue uno de los varios que llegaron cerca de la muerte (junto con Guillermo García), retirándose al día siguiente.
Lorz fue expulsado de todas las competiciones de aficionados por la Unión Atlética Amateur, pero esa pena fue levantada pocos meses después al disculparse por el fraude y al constatarse que no había tenido la intención de engañar. Posteriormente, en 1905, ganó la maratón de Boston con un tiempo de 2:38:25.